# Giurcuța de Jos, Cluj
Giurcuța de Jos este un sat în comuna Beliș din județul Cluj, Transilvania, România. Satul a fost dezafectat prin decretul 223/1972 pentru construirea  lacului de acumulare Fântânele.
Înainte ca apele adunate în spatele barajului Fântânele să acopere biserica de lemn din localitate, aceasta a fost strămutată în localitatea Beliș. Biserica de cărămidă din Giurcuța de Jos a rămas pe loc. În prezent este cunoscută ca „Biserica de sub lac” și se poate observa doar în perioada de secetă, când apele lacului scad.

## Istoric
Aici s-a refugiat la 19 noiembrie 1784 eroul răscoalei țărănești din Munții Apuseni, Horea.